# Форд, Марго
Марго Бернис Форд (урождённая Эшвин, Ashwin; 1935, Веллингтон, Сомерсет — 23 июня 1992, Палмерстон-Норт) — новозеландский ботаник, куратор и систематик.

## Биография
Форд получила образование в Веллингтонском женском колледже и окончила Университетский колледж Виктории, где изучала естествознание и ботанику. Она была замужем за новозеландским ботаником Бернардом Фордом, и они оба получили докторские степени на факультете ботаники Калифорнийского университета в Дэвисе в начале 1960-х годов.
Марго Форд исследовала систематику растений Внутренней Монголии, Синьцзяна (Китай) и Кавказа. Она была ведущей учёной в области сохранения семян пастбищных растений. Она и её муж занимались научной работой в области изменения климата: Марго создала научный отчёт с сотнями образцов трав со всей Новой Зеландии, предоставив доказательства воздействия изменения климата, а Бернард работал над созданием климатической лаборатории Новой Зеландии в начале 1990-х годов и участвовал в раннем международном саммите по изменению климата в 1992 году – в тот год Марго умерла от рака.

## Публикации
- Gardiner, S. E.; Forde, M. B.; Slack, C. R. (20 января 2012). Grass cultivar identification by sodium dodecylsulphate polyacrylamide gel electrophoresis. New Zealand Journal of Agricultural Research. 29 (2): 193–206. doi:10.1080/00288233.1986.10426973.
- Aiken, Susan G.; Gardiner, Susan E.; Forde, Margot B. (October 1992). Taxonomic implications of SDS-PAGE analyses of seed proteins in North American taxa of Festuca subgenus Festuca (Poaceae). Biochemical Systematics and Ecology. 20 (7): 615–629. doi:10.1016/0305-1978(92)90019-A.
- Williams, A.I.; MacDonalds, I.R.; Forde, Margot Bernice (1962). Variation of turpentine composition in five population samples of Pinus radiata. New Zealand Journal of Science (5): 486–495., ilus.
- Ashwin, Margot B. (1958). Understanding plant names and their changes. Tuatara. 7 (2, December). Дата обращения: 6 августа 2017.

## Почести и награды
Форд была награждена премией Аллана Гринстоуна за выдающиеся заслуги перед ботаникой и золотой медалью за заслуги перед наукой в 1990 году. В её честь был назван Центр зародышевой плазмы Марго Форд в AgResearch в Палмерстон-Норт.